# Cyphonisia nigella
Cyphonisia nigella är en spindelart som först beskrevs av Simon 1889.  Cyphonisia nigella ingår i släktet Cyphonisia och familjen Barychelidae.
Artens utbredningsområde är Kongo. Inga underarter finns listade i Catalogue of Life.